# Nuoro (pokrajina)
Pokrajina Nuoro (talijanski: Provincia di Nuoro) je talijanska pokrajina u regiji Sardinija. Glavni grad je Nuoro. Površina pokrajine iznosi 5 638 km², a broj stanovnika 208 669 (2018. godine). Gustoća naseljenosti je 37,01 st/km². 
Pokrajina ima 74 općina.